# Чемпіонат України з регбі-7 серед жінок 2019
Чемпіонат України з регбі-7 серед жінок 2020.
У Суперлізі виступило 5 команд. У змаганнях Вищої ліги — 4 команди.

## Суперліга
Змагання вищого дивізіону України з регбі-7 серед жінок проводилися серед 4 команд у чотири тури за коловою системою. У кожному турі команди зіграли між собою в одне коло.

### 1-й тур
Відбувся 13 квітня в Одесі.
| Місце | Команда              | 1     | 2     | 3     | 4    | 5    | В | Н | П | Р:О    | О  |
| ----- | -------------------- | ----- | ----- | ----- | ---- | ---- | - | - | - | ------ | -- |
| 1     | «Авіатор» (Київ)     |       | 33:24 | 22:10 | 34:0 | 34:0 | 4 | 0 | 0 | 123:34 | 18 |
| 2     | Збірна Одеси         | 24:33 |       | 24:5  | 40:0 | 41:7 | 3 | 0 | 1 | 129:45 | 15 |
| 3     | ХТЗ-«Олімп» (Харків) | 10:22 | 5:24  |       | 43:7 | 28:5 | 2 | 0 | 2 | 86:58  | 10 |
| 4     | ТНЕУ (Тернопіль)     | 0:34  | 0:40  | 7:43  |      | 24:0 | 1 | 0 | 3 | 31:117 | 5  |
| 5     | «Левиці» (Львів)     | 0:34  | 7:41  | 5:28  | 0:24 |      | 0 | 0 | 4 | 12:127 | 0  |

### 2-й тур
Відбувся 24 квітня у Львові на стадіоні «Юність».
| Місце | Команда              | 1     | 2     | 3     | 4    | 5    | В | Н | П | Р:О    | О  |
| ----- | -------------------- | ----- | ----- | ----- | ---- | ---- | - | - | - | ------ | -- |
| 1     | «Авіатор» (Київ)     |       | 29:12 | 24:0  | 53:0 | 54:5 | 4 | 0 | 0 | 160:17 | 19 |
| 2     | Збірна Одеси         | 12:29 |       | 31:12 | 41:0 | 54:0 | 3 | 0 | 1 | 138:41 | 15 |
| 3     | ХТЗ-«Олімп» (Харків) | 0:24  | 12:31 |       | 24:0 | 34:0 | 2 | 0 | 2 | 70:55  | 10 |
| 4     | «Левиці» (Львів)     | 0:53  | 0:41  | 0:24  |      | 7:5  | 1 | 0 | 3 | 7:123  | 4  |
| 5     | ТНЕУ (Тернопіль)     | 5:54  | 0:54  | 0:34  | 5:7  |      | 0 | 0 | 4 | 10:149 | 1  |

### 3-й тур
Відбувся 28 вересня в Харкові на стадіоні «Динамо».
| Місце | Команда              | 1    | 2     | 3     | 4    | 5    | В | Н | П | Р:О    | О   |
| ----- | -------------------- | ---- | ----- | ----- | ---- | ---- | - | - | - | ------ | --- |
| 1     | Збірна Одеси         |      | 31:7  | 24:0  | 29:0 | 30:0 | 4 | 0 | 0 | 114:7  | 20  |
| 2     | «Авіатор» (Київ)     | 7:31 |       | 33:10 | 33:0 | 30:0 | 3 | 0 | 1 | 103:41 | 15  |
| 3     | ХТЗ-«Олімп» (Харків) | 0:24 | 10:33 |       | 19:0 | 30:0 | 2 | 0 | 2 | 59:57  | 10  |
| 4     | «Левиці» (Львів)     | 0:29 | 0:33  | 0:19  |      | 30:0 | 1 | 0 | 3 | 30:81  | 5   |
| 5     | ТНЕУ (Тернопіль)     | 0:30 | 0:30  | 0:30  | 0:30 |      | 0 | 0 | 4 | 0:120  | -4* |

(*) Команді ТНЕУ (Тернопіль) зараховані технічні поразки 0:30 за неявку на 3-й тур і знято 4 очки.

### 4-й тур
Відбувся 12 жовтня в Києві.
| Місце | Команда              | 1     | 2     | 3    | 4    | 5    | В | Н | П | Р:О    | О   |
| ----- | -------------------- | ----- | ----- | ---- | ---- | ---- | - | - | - | ------ | --- |
| 1     | Збірна Одеси         |       | 31:24 | 31:0 | 38:0 | 30:0 | 4 | 0 | 0 | 130:24 | 19  |
| 2     | «Авіатор» (Київ)     | 24:31 |       | 19:0 | 59:0 | 30:0 | 3 | 0 | 1 | 132:31 | 16  |
| 3     | ХТЗ-«Олімп» (Харків) | 0:31  | 0:19  |      | 29:0 | 30:0 | 2 | 0 | 2 | 59:50  | 10  |
| 4     | «Левиці» (Львів)     | 0:38  | 0:59  | 0:29 |      | 30:0 | 1 | 0 | 3 | 30:126 | 5   |
| 5     | ТНЕУ (Тернопіль)     | 0:30  | 0:30  | 0:30 | 0:30 |      | 0 | 0 | 4 | 0:120  | -4* |

(*) Команді ТНЕУ (Тернопіль) зараховані технічні поразки 0:30 за неявку на 4-й тур і знято 4 очки.

### Підсумки
| М | Команда              | В  | Н | П  | Р:О     | Очки |
| - | -------------------- | -- | - | -- | ------- | ---- |
| 1 | «Авіатор» (Київ)     | 14 | 0 | 2  | 518:123 | 69   |
| 2 | Збірна Одеси         | 14 | 0 | 2  | 511:117 | 69   |
| 3 | ХТЗ-«Олімп» (Харків) | 8  | 0 | 8  | 274:220 | 40   |
| 4 | «Левиці» (Львів)     | 3  | 0 | 13 | 79:457  | 14   |
| 5 | ТНЕУ (Тернопіль)     | 1  | 0 | 15 | 41:506  | -2   |

Згідно з регламентом, при рівній кількості очок у перших двох команд після всіх зіграних матчів, між ними проводиться дотаткова зустріч за звання чемпіона України.

### Матч за 1 місце
21 жовтня 2019 р. Одеса, стадіон «Академія спорту».
Збірна Одеси — «Авіатор» (Київ) 17:12

## Вища ліга
Чемпіонат України 2019 року серед жіночих команд Вищої ліги проводився у 3 тури серед 4-х команд. У кожному турі команди зіграли між собою в одне коло.
Місця команд у чемпіонаті визначені за сумою турнірних очок, набраних командами в іграх 1 (24 квітня, Львів), 2 (18 травня, Кременець) та 3 (21 вересня, Івано-Франківськ) турів.
1 місце: ДЮСШ-2 «Прикарпатські вовчиці» (Івано-Франківськ) 
2 місце: Національна академія сухопутніх військ (Львів)
3 місце: ДЮСШ (Кременець)
4 місце: «Трініті» (Ужгород)